# لرارا فریددی
لرارا فریددی (به ایتالیایی: Lercara Friddi) یک کومونه در ایتالیا است که در استان پالرمو واقع شده‌است.

## خصوصیات
لرارا فریددی ۳۷٫۳ کیلومترمربع مساحت و ۷٬۰۹۹ نفر جمعیت دارد و ۶۷۵ متر بالاتر از سطح دریا واقع شده‌است.